# 桂果镇
桂果镇，是中华人民共和国贵州省毕节市织金县下辖的一个乡镇级行政单位。

## 行政区划
桂果镇下辖以下地区：
桂花社区、绮陌村、小猫场村、小马场村、克窝村、小牛场村、岔河村、阿烈村、打麻厂村、东红村、联兴村、兴平村、新华村、果底村和水坝村。